# Delia fuscipennis
Delia fuscipennis este o specie de muște din genul Delia, familia Anthomyiidae. A fost descrisă pentru prima dată de Robineau-desvoidy în anul 1830.
Este endemică în Franța. Conform Catalogue of Life specia Delia fuscipennis nu are subspecii cunoscute.